# 日比野站 (愛西市)
日比野站（日语：／ Hibino eki */?）是位於愛知縣愛西市柚木町東田面，名古屋鐵道（名鐵）的尾西線車站，在旅客資訊上也是津島線的車站。車站編號為TB08。車站名稱的由來是設置此站的功臣日比野紋左衛門。

## 歷史
此站是為了方便日比野安全肥料株式會社總部工廠而啟用。公司社長日比野紋左衛門當初是反對建設鐵道，但是在開通積極提供用地以興建車站。
- 1907年（明治40年）12月19日 - 車站啟用[3]。
- 1964年（昭和39年）7月1日 - 隨著津島站高架化工程，把舊津島站側線遷移至此站，新設貨物側線[4]。
- 1983年（昭和58年）5月31日 - 終止貨物服務[5]。
- 2005年（平成17年）7月14日 - 成為無人車站[6]。同時車站引入交通儲值卡「Trans Pass（日语：トランパス (交通プリペイドカード)）」。
- 2011年（平成23年）2月11日 - 車站可以使用「manaca」IC卡。
- 2012年（平成24年）2月29日 - 交通儲值卡「Trans Pass」的服務終止，此站也不可使用其儲值卡。

## 構造
車站為一座地面車站，設有1面2線的島式月台（在兩側均設有留置線）。月台寬度較狹窄，並只可容納6卡車廂，8卡編成的列車中，後尾2卡車廂的車門不會打開（選擇性車門操作）。車站引入了車站集中管理系統（管理車站為須口站）的無人車站。但是，此站設有職員專門負責信號燈的控制。另外，佐屋站長與兼任日比野站的站長。
月台與車站大樓之間設有跨越上行線的站內平交道。另外，在月台附近設有2台簡易型列車資訊裝置。
| 月台 | 路線                        | 上下行 | 方向                       |
| ---- | --------------------------- | ------ | -------------------------- |
| 2    | 津島線 尾西線（津島〜彌富） | 上行   | 彌富方向                   |
| 3    | 津島線 尾西線（津島〜彌富） | 下行   | 津島、須口、名鐵名古屋方向 |

### 配線圖
| ← 津島方向      | 日比野站 站內配線略圖 | → 彌富方向 |
| 图例 参考文献： |                       |            |

- 1和4號月台為留置線。另外，留置線只連接津島方向的路軌。近年本線與4號月台的路軌分離，轉轍器被撤走。
- 1號月台用作不載客列車折返之用，在晚間為停泊車輛之用。
- 2號月台可折返往津島方向，在早上設有不載客列車折返。

## 利用狀況
- 在中提及在2013年度，當時1日平均上下車人次為3,674人，為名鐵所有車站（275站）排名第117，尾西線（22站）中排名第5[10]。
- 在中提及在1992年度，當時1日平均上下車人次為3,114人，為除岐阜市內線均一車費區間內各站（岐阜市內線、田神線、美濃町線徹明町站至琴塚站之間）外名鐵所有車站（342站）中排名第135，尾西線（23站）中排名第6[11]。
- 根據中的提及，在2010年度的1日平均乘車人次為1,728人。
- 根據的資料，以下為近年1日平均上下車人次列表。

| 年度   | 1日平均 上下車人次 |
| ------ | ------------------ |
| 2002年 | 2,695              |
| 2003年 | 2,753              |
| 2004年 | 2,804              |
| 2005年 | 2,988              |
| 2006年 | 3,106              |
| 2007年 | 3,165              |
| 2008年 | 3,271              |
| 2009年 | 3,346              |
| 2010年 | 3,463              |
| 2011年 | 3,475              |
| 2012年 | 3,527              |
| 2013年 | 3,674              |
| 2014年 | 3,585              |
| 2015年 | 3,721              |
| 2016年 | 3,752              |
| 2017年 | 3,721              |

## 周邊
- 愛知縣立津島高等學校（日语：愛知県立津島高等学校）
- OKUWA（日语：オークワ）愛西廣場店
- DCM KAHMA（日语：DCMカーマ）愛西店

## 相鄰車站
名古屋鐵道
 津島線·尾西線（津島〜彌富）
■特急、■急行、■準急、■普通
佐屋（TB09）－日比野（TB08）－津島（TB07）

## 注腳
1. 1 2  日比野駅 - 電車のご利用案内 （页面存档备份，存于），2019年3月23日參閲
2. 1 2  清水武、神田年浩（解説），1999年3月，『尾西線の100年　保存版』，鄉土出版社  ISBN 4-87670-118-0  p.145.
3. ↑  官報 12月29日「停車場設置」『官報』1908年1月8日（國立國会圖書館數碼化資料）
4. ↑  名古屋鐵道廣報宣傳部（編）. . 名古屋鐵道. 1994: 1014.
5. ↑  名古屋鐵道廣報宣傳部（編）. . 名古屋鐵道. 1994: 1054.
6. ↑  寺田裕一. . Neko出版. 2013: 257. ISBN 978-4777013364.
7. ↑  SF カードシステム「トランパス」導入路線図 （页面存档备份，存于） - 名古屋鐵道，2005年6月9日
8. 1 2  駅時刻表：名古屋鉄道・名鉄バス （页面存档备份，存于），2019年3月23日參閲
9. ↑  電氣車研究會，『鐵道畫刊』通卷第816號 2009年3月 臨時特刊號 「特集 - 名古屋鉄道」，卷末收錄「名古屋鐵道 配線略圖」
10. ↑  名鐵120年史編纂委員會事務局（編）. . 名古屋鐵道. 2014: 160–162.
11. ↑  名古屋鐵道廣報宣傳部（編）. . 名古屋鐵道. 1994: 651–653.

## 外部連結
- 日比野 - 名古屋鐵道（日語）